# Wang (Han Xuan)
Wang, född okänt år, död 16 f.Kr., var en kinesisk kejsarinna, gift med kejsar Han Xuan. 
Efter att hennes företrädare hade avsatt sedan hon avslöjats ha försökt mörda sin styvson tronföljaren, valde kejsaren till ny kejsarinna den av sina konkubiner som han betraktade som snällast, barnlös och som kunde väntas behandla kronprinsen med vänlighet. Wang var barnlös och blev en omtyckt fostermor till kronprinsen, som alltid behandlade henne med tillgivenhet, men hon var inte kejsarens favorit och ignorerades av honom privat. Hon var omtyckt av sin styvson och behandlades med respekt under hans regeringstid, men hade inget inflytande då heller. 